# تشي زيجيان
تشي زيجيان (بالصينية: 迟子建)‏ (27 فبراير 1964 - ) روائية من الصين.

## روابط خارجية
- تشي زيجيان على موقع IMDb (الإنجليزية)